# Atlantisch orkaanseizoen 1990
Het Atlantisch orkaanseizoen 1990 duurde van 1 juni 1990 tot 30 november 1990, hoewel één tropische depressie voor aanvang van het seizoen ontstond. Het seizoen 1990 telde meer dan 10 tropische stormen en meer dan 6 orkanen, maar doordat de cyclonen relatief zwak waren, leverden zij te weinig energie om als boven normaal te worden gekwalificeerd en was dus een normaal seizoen. Bovendien bleven de meeste cyclonen boven zee. Het seizoen telde 16 tropische cyclonen, waarvan er 14 promoveerden tot tropische storm en een naam kregen. Van de 14 tropische stormen promoveerden er acht tot orkaan. Eén orkaan bereikte de derde categorie.

## Cyclonen

### Tropische depressie 1
Een week voor aanvang van het seizoen, op 24 mei ontstond er boven het westen van de Caraïbische Zee de eerste tropische depressie. Tropische depressie 1 trok noordwaarts, net ten westen van Isla de la Juventud, over Cuba en de Straat Florida. Tropische depressie 1 was een omvangrijk systeem, maar de regen en vlagerige winden waren vooral aan de oostzijde van haar centrum aanwezig. Op 26 mei werd tropische depressie 1 door een koufront boven de Florida Keys opgenomen.

### Tropische storm Arthur
Op 18 juli trok een goed georganiseerde tropische onweersstoring van de Afrikaanse kust westwaarts. Boven de Atlantische Oceaan vond verdere ontwikkeling plaats en op 22 juli ontstond nabij 10°NB, 43°WL tropische depressie 2. Tropische depressie 2 trok verder westwaarts en promoveerde twee dagen later, op 24 juli tot tropische storm Arthur op 450 km ten oosten van Trinidad. Arthur boog af naar het noordwesten door een trog van lage druk op grote hoogte boven het noorden van de Caraïbische Zee. Op 25 juli passeerde Arthur tussen Tobago en Grenada en bereikte een paar uur later boven de Caraïbische Zee zijn hoogtepunt met windsnelheden van 110 km/uur en een minimale druk van 995 mbar, bijna op orkaankracht.
Daarna werd de schering, die door de trog van lage druk ten noordwesten van Arthur steeds sterker; de schering berooide Arthur meer en meer van zijn structuur en convectie. Doordat de schering van noordwest naar zuidoostelijke richting afnam, tolde Arthur weer meer naar het westen (aan de noordzijde wordt de circulatie (oostenwind) meer gehinderd door de schering dan aan de zuidzijde (de westenwind), hierdoor verlegt de cycloon zijn koers van noordwest naar west). Op 27 juli werd de schering Arthur te veel en Arthur degradeerde tot tropische depressie, Arthur genereerde nog een opwelling van diepe convectie, maar het was ongeorganiseerd en een paar uur later degradeerde tropische depressie Arthur tot een tropische onweersstoring.

### Orkaan Bertha
Bertha kwam voort uit een niet tropisch lagedrukgebied voor de Amerikaanse oostkust, die een interactie aanging met een tropische onweersstoring. Op 15 juli vertrok een tropische onweersstoring van de Afrikaanse kust westwaarts en dit systeem splitste zich op 20 juli boven de Atlantische Oceaan op in een noordelijk en een zuidelijk deel. Het noordelijk deel trok naar het noordwesten en begon zich te organiseren ten noordoosten van de Bovenwindse Eilanden. Voor een koufront uit ontstond ten oosten van Kaap Hatteras een lagedrukgebied, dat naar het zuidoosten trok, in de richting van de tropische onweersstoring. De tropische onweersstoring werd in haar ontwikkeling gehinderd door toenemende schering, maar toen beide samenkwamen ontstond er op 24 juli een subtropische depressie, die haar koers wendde naar het zuidwesten. Subtropische depressie 1 nam meer en meer tropische kenmerken aan, hoewel zij in intensiteit niet wezenlijk veranderde.
Op 27 juli promoveerde subtropische depressie 1 tot tropische depressie 3 op 520 km ten oosten van Daytona Beach, Florida. Op 28 juli promoveerde tropische depressie 3 tot tropische storm Bertha op 440 km ten oosten van Cape Canaveral. Bertha draaide zich nu om naar het noordoosten. Doordat er een sterk hogedrukgebied was gelegen boven Bermuda, namen de baroklinische verschillen snel toe en daardoor de windsnelheid van Bertha. Bertha promoveerde daardoor op 29 juli tot een orkaan op 840 km ten westzuidwesten van Bermuda met windsnelheden van 120 km/uur bij een relatief hoge luchtdrukken van 988 mbar tot 990 mbar. Daarna ondervond Bertha veel schering en degradeerde dezelfde dag tot tropische storm. De convectie werd zodanig van het centrum van Bertha gewaaid, dat er een discussie ontstond, over de vraag of Bertha nog een tropische storm was of een weer een subtropisch systeem was geworden.
De convectie keerde echter snel terug en Bertha ontwikkelde zich op 30 juli op 400 km ten noordwesten van Bermuda opnieuw tot orkaan. Bertha zette vervolgens koers naar Nova Scotia aan de westflank van een rug van hoge druk. Bertha verloor gaandeweg haar tropische kenmerken en landde op 2 augustus als extratropische storm met windsnelheden van 110 km/uur en een druk van 978 mbar nabij Sydney in Nova Scotia, waarna Bertha snel verzwakte. Bertha eiste negen mensenlevens, waaronder zes schipbreukelingen van het Griekse schip Corazon. Verder werd een hangbrug tussen Nova Scotia en Prince Edward Island zwaar beschadigd en richtte Bertha schade aan in de agrarische sector.

### Tropische storm Cesar
Op 29 juli vertrok een sterke tropische golf van de Afrikaanse kust westwaarts, waaruit op 31 juli tropische depressie 4 ontstond op 540 km ten zuiden van de archipel Kaapverdië. Het hogedrukgebied ten noorden van de depressie was vrij zwak, zodat zij al vroeg naar het noordwesten draaide. Tropische depressie 4 won aan kracht en promoveerde op 4 augustus tot tropische storm Cesar. Daarna ondervond Cesar veel schering en kwam in zijn ontwikkeling niet verder dan stormwinden van 85 km/uur en een minimale druk 1000 mbar. De schering uit het zuidwesten beroofde Cesar van zijn convectie, terwijl Cesar min of meer tot stilstand kwam. Op 6 augustus degradeerde Cesar tot tropische depressie, die de volgende dag op 1850 km ten zuidoosten van Bermuda oploste.

### Orkaan Diana
Op 27 juli trok een tropische onweersstoring van de Afrikaanse kust westwaarts. Nadat de storing over de Bovenwindse Eilanden was getrokken, vormde er zich op grote hoogte een hogedrukgebied boven het systeem en begon de storing zich te ontwikkelen. De storing bracht het zwaarste weer boven de Nederlandse Antillen, toen zij verder westwaarts trok. Op 4 augustus ontstond uit de storing tropische depressie 5 net ten oosten van de Hondurese kust, toen satellietbeelden aantoonden, dat er zich een gesloten circulatie had ontwikkeld. Een trog van lage druk in de middelste lagen van de atmosfeer trok tropische depressie 5 naar het noordwesten en zij nam snel in kracht toe; op 5 augustus promoveerde tot tropische storm Diana en landde dezelfde dag nabij Puerto Félipe Carrillo in Quintana Roo, Mexico met windsnelheden van 100 km/uur en een druk van 994 mbar. Diana trok verder westwaarts over het schiereiland Yucatán en boette iets aan kracht in. Diana draaide naar het westen, omdat de druk aan haar noordflank steeg en zij kon boven de Golf van Campeche snel aan kracht toenemen.
Op 7 augustus promoveerde zij tot orkaan en zij landde dezelfde dag nabij Tuxpan, Veracruz als orkaan van de tweede categorie. Vlak voor landing bereikte zij haar hoogtepunt met windsnelheden van 160 km/uur en een minimale druk van 980 mbar. Diana verzwakte verder boven de Sierra Madre en degradeerde op 8 augustus tot tropische storm en tropische depressie. Eerst dacht men, dat Diana boven het Mexicaanse vasteland was opgelost op 8 augustus. Na analyse na afloop van het seizoen, bleek echter dat Diana op 9 augustus boven de Golf van Californië was opgelost en de zee had bereikt met een intacte circulatie. Indien dit eerder was opgemerkt, was Diana misschien omgedoopt met een naam, behorende tot het orkaanseizoen van de oostelijke Grote Oceaan. Diana veroorzaakte boven het schiereiland Yucatán overvloedige regenval, doch de exacte schade is niet bekend. Na de tweede landing kregen 75.000 mensen, vooral uit de staten Veracruz, Hidalgo en Puebla te kampen met de gevolgen van de orkaan.
De slagregens, aardverschuivingen en modderstromen van Diana brachten 139 mensen om het leven, verwondden 25.000 mensen, inundeerden wegen en snelwegen in zes Mexicaanse staten, vernietigden 400 km² aan akkerland, en veroorzaakte $90,7 miljoen aan schade ($135 miljoen na correctie voor inflatie). Na het seizoen werd de naam Diana geschrapt.

### Tropische storm Edouard
Op 2 augustus vormde zich subtropische depressie 2 ten oosten van de Azoren, toen een tropische golf en een koufront elkaar ontmoetten. Subtropische depressie 2 koerste aanvankelijk noordwaarts en hoewel de depressie boven zeewater van 22°C dreef en een relatief hoge luchtdruk had van 1009 mbar, ontwikkelde zij zich op 3 augustus toch door baroklinische mechanismen tot subtropische storm 1. Daarna degradeerde subtropische storm weer tot subtropische depressie, terwijl het systeem zijn koers had verlegd naar het westen, het trok over de noordelijke Azoren en bracht daar veel regen. Subtropische depressie 2 passeerde de Azoren en draaide zich op 400 km ten zuidwesten van de Azoren om richting oostnoordoosten en begon convectie te vertonen nabij haar centrum. Daardoor promoveerde zij op 6 augustus tot tropische depressie 6.
Op 9 augustus promoveerde zij tot tropische storm Edouard, die de volgende dag verzwakte door schering tot tropische depressie. Op 11 augustus verloor Edouard zijn tropische kenmerken en loste 2 dagen later voor de kust van Portugal op. Edouard heeft nooit volledige tropische kenmerken gehad en heeft nooit boven water geraasd dat warmer was dan 23°C. Omdat Edouard de Azoren bedreigde en voldoende tropische kenmerken bezat, werd hij toch door het National Hurricane Center als tropisch systeem aangemerkt. Edouard eiste geen slachtoffers en richtte slechts minimale schade aan op de Azoren. Edouard was een minimale tropische storm met maximale windsnelheden van 75 km/uur en een minimale druk van 1003 mbar op 9 augustus. De plaats van de cyclogenese is echter opmerkelijk en doet denken aan orkaan Vince, die zich in die regio 15 jaar later zou vormen.

### Tropische storm Fran
Tropische storm Fran ontstond uit een tropische onweersstoring, die op 9 augustus van de Afrikaanse kust westwaarts trok. Op 10 augustus begon het systeem meer en meer tekenen van circulatie te vertonen, zodat op 11 augustus op 400 km ten zuidzuidwesten van Kaapverdië tropische depressie 7 zich vormde. Tropische depressie 7 was ingebed in een sterke oostelijke stroming, die haar afbuigen naar het noorden verhinderde. Tropische depressie 7 bleef ten zuiden van de 10e breedtegraad, te dicht bij de evenaar om tot serieuze ontwikkeling te komen. Toch bereikte op 12 augustus tropische depressie 7 bijna tropische storm status, maar raakte spoedig haar circulatie kwijt en degenereerde tot tropische onweersstoring. Deze tropische onweersstoring reorganiseerde zich 24 uur later weer tot tropische depressie 7, die zes uur later tot tropische storm Fran promoveerde. Fran trok richting Trinidad op 14 augustus en liep zich snel stuk op het Venezolaanse vasteland. Fran was een minimale tropische storm met maximale windsnelheden van 65 km/uur en een minimale druk van 1007 mbar. Fran bracht geen schade noch eiste zij slachtoffers.

### Orkaan Gustav
Op 18 augustus trok een tropische onweersstoring van de Afrikaanse kust westwaarts, de storing bezat enige organisatie, maar ontwikkelde zich aanvankelijk niet verder. Pas op 23 augustus begon het systeem zich verder te organiseren en op 24 augustus ontstond tropische depressie 8 op zo`n 1500 km ten oosten van Barbados. Tropische depressie 8 trok verder naar het westnoordwesten en won aan kracht, zodat zij op 25 augustus promoveerde tot tropische storm Gustav op 1120 km ten oosten van Barbados. Gustav werd op een westelijke koers gehouden door een rug van hoge druk aan zijn noordflank. Ondanks een depressie ten noordwesten van Gustav, die met koude lucht was gevuld, kon Gustav zich toch verder versterken en promoveerde tot orkaan op 26 augustus op 430 km ten oostnoordoosten van Barbados. Het had er alle schijn van, dat Gustav de Bovenwindse Eilanden zou aandoen, maar omdat de rug van hoge druk aan de noordflank van Gustav plotseling verzwakte, wijzigde Gustav zijn koers abrupt naar het noordwesten en later naar het noorden, zodat Gustav op ten minste 320 km van de Bovenwindse Eilanden passeerde.
Gustav bevond zich nu tussen een trog van lage druk ten westen van Bermuda en een rug van hoge druk aan zijn oostflank. Deze twee systemen hielden Gustav op een pal noordelijke koers langs de 58ste meridiaan. Daarna naderde tropische storm Hortense en Gustav elkaar, Hortense draaide tegen de wijzers van de klok in om Gustav, maar het is niet duidelijk, of dit te maken had met het Fujiwara-effect, of met stromingen in de atmosfeer. Hortense en Gustav hadden elkaar op 31 augustus elkaar tot zo`n 720 km genaderd, wanneer Gustav zijn hoogtepunt bereikte met windsnelheden tot 195 km/uur en een minimale druk van 956 mbar, een orkaan van de derde categorie. Daarna koerste Gustav naar het noordoosten en gaf zoveel schering over Hortense, dat zij oploste. De volgende dag, 1 september ontmoette Gustav een koufront, dat later door Gustav werd opgenomen en Gustav verzwakte. Eerst leek het erop, dat Gustav Newfoundland aan zou doen, maar een trog van lage druk ten noorden van Gustav trok Gustav naar het noordoosten. Op 2 september degradeerde Gustav tot tropische storm en de volgende dag verloor Gustav zijn tropische kenmerken, voordat de overblijfselen van Gustav op 360 km ten zuiden van IJsland passeerden.

### Tropische storm Hortense
Tropische depressie 9 ontstond op 25 augustus op 1080 km ten westzuidwesten van Kaapverdië en op 1440 km ten oosten van Gustav uit een tropische golf, die op 21 augustus van de Afrikaanse kust westwaarts was getrokken. De volgende dag verbeterde de uitstoot van tropische depressie 9, zodat zij promoveerde tot tropische storm Hortense halverwege Kaapverdië en de Bovenwindse Eilanden. Daarna stootte zij op een lagedrukgebied op grote hoogte, die haar naar het noorden stuwde en wier schering verdere ontwikkeling van Hortense onderdrukte. Nadat dit lagedrukgebied ontwikkelde tot een trog van lage druk, die verder oostwaarts trok, verdween de schering en verdere invloed op Hortenses koersverloop; Hortense draaide bij naar het noordwesten. Hortense kon daarna weer aan kracht winnen en bereikte op 28 augustus haar hoogtepunt met windsnelheden van ruim 100 km/uur en een minimale druk van 993 mbar, voordat zij onder invloed kwam van Gustav, wiens schering Hortense fataal zou worden. Op 30 augustus degradeerde Hortense tot een tropische depressie, die op 31 augustus oploste op 1260 km ten oostnoordoosten van Bermuda.

### Orkaan Isidore
Op 3 september vertrok een stevige tropische onweersstoring van de Afrikaanse kust westwaarts, die snel tot ontwikkeling kwam. Op 4 augustus was er sprake van tropische depressie 10 ten zuiden van Kaapverdië. Tropische depressie 10 trok naar het westnoordwesten en promoveerde de volgende dag tot tropische storm Isidore ten zuidwesten van Kaapverdië. Isidore was hiermee een orkaan van het Kaapverdische type, maar door het ontbreken van hoge druk aan Isidores noordflank, boog zij gelijk af naar het noorden, wat erg atypisch is voor orkanen van het Kaapverdische type. Isidore hield een noordnoordwestelijke koers aan en won snel aan kracht; op 7 september promoveerde zij tot orkaan, die even de tweede categorie bereikte met windsnelheden van 157 km/uur en een minimale druk van 978 mbar.
Echter de schering nam toe, vanuit dezelfde trog van lage druk, die haar naar het noorden stuwde en op 8 september degradeerde Isidore weer tot tropische storm. Toen in deze trog een lagedrukgebied op grote hoogte ontstond dat zuidwaarts trok, werden de omstandigheden voor Isidore weer gunstig; Isidore ontwikkelde een oog en promoveerde andermaal tot orkaan op 9 september. Isidores snelheid vertraagde daarna en zij zwabberde een week lang tussen een noordwestelijke en een noordoostelijke koers, die uiteindelijk resulteerde in een noordnoordwestelijke vector. Daarna kwam Isidore boven koeler water terecht, waardoor zij aan kracht inboette; op 16 september degradeerde zij tot tropische storm, die op 17 september werd opgenomen door een groot, niet-tropisch lagedrukgebied boven de noordelijke Atlantische Oceaan, ten oosten van Newfoundland.

### Tropische depressie 11
Op 18 september ontstond tropische depressie 11 uit een tropische onweersstoring boven de Atlantische Oceaan, halverwege Kaapverdië en de Bovenwindse Eilanden. Tropische depressie 11 naderde tropische stormstatus op het moment, dat schering haar begon te beroven van diepe convectie en een georganiseerd centrum. De depressie dreef nog enige dagen in westnoordwestelijke richting, voordat zij op 27 september oploste.

### Orkaan Josefine
Op 16 september trok een tropische golf van de Afrikaanse kust westwaarts, die spoedig tot ontwikkeling kwam. Op 20 september ontstond een lagedrukgebied in dit systeem, dat zich op 21 september kwalificeerde tot tropische depressie 12 ten westen van Kaapverdië. Doordat er een lagedrukgebied ten noorden van tropische depressie 12 ontstond, trok zij meteen in noordnoordwestelijke richting, zij het zeer langzaam. Tegen 24 september was dit lagedrukgebied, dat de ontwikkeling van tropische depressie 12 inhibeerde verzwakt en in plaats daarvan was een hogedrukgebied gekomen, dat tropische depressie 12 op een westelijke koers duwde en verdere ontwikkeling toeliet. Op 24 september promoveerde tropische depressie 12 tot tropische storm Josefine. De volgende dag echter kwam Josefine dichter bij een trog van lage druk op haar noordwestflank, die zoveel schering veroorzaakte, dat zij weer begon te verzwakken. Op 26 september degradeerde Josefine daarom weer tot tropische depressie. De trog van lage druk trok Josefine naar zich toe, eerst in noordwestelijke richting, maar nadat de trog naar het oosten trok, trok Josefine naar het noorden en later naar het noordoosten.
De trog was echter te zwak om Josefine geheel naar zich toe te trekken om haar vervolgens op te nemen. Nadat deze trog van het toneel was verdwenen, kon Josefine op 1 oktober opnieuw tot tropische storm promoveren en bovendien kwam er ten noordwesten van haar een hogedrukgebied, dat haar terug dreef in zuidwestelijke richting en verdere ontwikkeling toestond. De volgende drie dagen draaide Josefine een cirkel met de wijzers van de klok mee, terwijl zij aan kracht won. Op 4 oktober verscheen aan haar westflank een trog van lage druk, die samen met het hogedrukgebied aan haar oostflank gunstig was voor haar uitstoot. Op 5 oktober promoveerde zij daarom tot orkaan, 13 dagen en 18 uur nadat zij was ontstaan als tropische depressie, dit is de langst bekende periode tussen het ontstaan van een tropische depressie tot promotie van dat systeem tot orkaan. Later op 5 oktober ontwikkelde zich uit de trog een niet tropische stormdepressie, waarin Josefine verstrikt raakte. Zij verloor haar tropische kenmerken en vormde samen met voornoemd systeem een nieuwe storm, die weldra opnieuw tropische kenmerken zou aannemen en orkaan Lili zou gaan voortbrengen.

### Orkaan Klaus
Op 27 september trok een tropische onweersstoring van de Afrikaanse kust westwaarts. Al snel ontwikkelde de storing tekenen van circulatie, zoals bleek op 28 september op 630 km ten zuiden van de Kaapverdische Eilanden. De storing trok over de Atlantische Oceaan en vertoonde op verschillende momenten kenmerken van een tropische depressie, zonder zich als zodanig te kwalificeren. De storing promoveerde pas op 3 oktober tot tropische depressie 13 net ten oosten van de Bovenwindse Eilanden, ondanks de aanwezigheid van schering in de atmosfeer. Tropische depressie 13 promoveerde een paar uur later tot tropische storm Klaus. De volgende dagen dreef Klaus langzaam naar het noordwesten tussen twee hogedrukgebieden in. Klaus won aan kracht en promoveerde op 5 oktober tot orkaan, op het moment dat Klaus de Bovenwindse Eilanden het dichtst had benaderd; orkaan Klaus passeerde op 45 km van Antigua en op 18 km van Barbuda.
Dezelfde dag bereikte Klaus zijn hoogtepunt met windsnelheden van 130 km/uur en een minimale druk van 985 mbar. Hoewel Klaus Antigua en Barbuda als orkaan passeerde op zeer korte afstand, werden er op beide eilanden geen windsnelheden van tropische stormkracht waargenomen, noch op andere Bovenwindse Eilanden. De schering had Klaus aan de westzijde en zuidzijde van diepe convectie en stormwinden beroofd, de orkaanwinden en regen waren alleen ten noorden en oosten van het centrum waar te nemen. Deze schering deed Klaus verzwakken en op 6 oktober degradeerde hij tot tropische storm. Daarna draaide Klaus bij tot het westnoordwesten en bleef daarmee in de buurt van de Bovenwindse Eilanden een passeerde later ook ten noorden van de Britse Maagdeneilanden en de Amerikaanse Maagdeneilanden. De schering hield aan en Klaus degradeerde tot tropische depressie ten noorden van Puerto Rico, terwijl hij gaandeweg steeds meer bijdraaide naar het noordwesten. Ten noorden van de Dominicaanse Republiek manifesteerde Klaus opnieuw diepe convectie nabij zijn centrum en promoveerde daarmee andermaal tot tropische storm.
Deze opleving was van korte duur, omdat er boven het westen van Cuba een lagedrukgebied ontstond, opnieuw schering gaf, Klaus zou gaan domineren en uiteindelijk zou opnemen op 9 oktober. Dit lagedrukgebied zou later tropische storm Marco voortbrengen. Alleen Martinique werd zwaar getroffen door Klaus; er vielen 11 doden en 1500 mensen werden dakloos. Elders in de regio viel de schade mee, doordat de westflank van Klaus door de schering verzwakt werd. Later werd alleen enige regenval van betekenis in sommige delen van de Bahama's gemeld, maar daar vielen geen slachtoffers. De schade van orkaan Klaus bedroeg in combinatie met tropische storm Marco $150 miljoen (gecorrigeerd voor inflatie naar 2005 $231 miljoen).

### Orkaan Lili
Op 5 oktober ontwikkelde zich ten noorden van Josefine een koufront, waaromheen Josefine tegen de wijzers van de klok in begon te draaien. Terwijl Josefine haar tropische kenmerken verloor, breidde de trog van lage druk uit tot aan de oppervlakte, waarvan het koufront een uiting was. Het nieuwe lagedrukgebied was subtropisch van aard en toen het Nederlandse schip Wiron II op 6 oktober windsnelheden waarnam van 75 km/uur op 110 km ten zuidoosten van het centrum van het lagedrukgebied, was er sprake van subtropische storm 1. Subtropische storm 1 trok eerst naar het zuidzuidwesten, later meer naar het zuidwesten en westzuidwesten en verruilde meer en meer van zijn subtropische kenmerken voor tropische kenmerken. Op 11 oktober promoveerde subtropische storm 1 tot orkaan Lili, op zijn hoogtepunt met windsnelheden van 120 km/uur en een minimale druk van 987 mbar. Lili passeerde die dag op 215 km ten zuiden van Bermuda en Lili draaide bij naar het westen, noordwesten en noordoosten, onder invloed van een hogedrukgebied ten noorden van haar, dat naar het oosten trok. Lili degradeerde tot tropische storm, toen zij 205 km ten oosten van North Carolina passeerde. Door haar noordoostelijke koers dreef zij parallel aan de Amerikaanse kust. Zij verzwakte verder en begon haar tropische kenmerken te verliezen. Op 15 oktober werd zij een extratropische storm, vlak voor haar landingen in Lamaline en Argentina in Newfoundland met windsnelheden van 75 km/uur en een druk van 994 mbar.

### Tropische storm Marco
Op 9 oktober bevond zich tropische storm Klaus ten oosten van de Bahama's, Klaus was gedesintegreerd en zou spoedig oplossen. Op grote hoogte ontstond er een lagedrukgebied op grote hoogte, dat gevuld was met koude lucht. Twaalf uur later was Klaus verdwenen en had het lagedrukgebied zich naar het aardoppervlak uitgebreid en het nieuwe lagedrukgebied had een warme kern gekregen door de stervende Klaus. Hierdoor promoveerde het nieuwe lagedrukgebied op 9 oktober tot tropische depressie 15 nabij Caibarien, Cuba. Tropische depressie 15 trok eerst over Cuba in westnoordwestelijke richting en draaide later meer naar het noordwesten en kwam boven de Straat Florida terecht. Hier promoveerde tropische depressie 15 op 10 oktober tot tropische storm Marco op 55 km ten zuidwesten van Key West, Florida. Marco draaide bij naar het noorden en trok langzaam parallel aan de westkust van Florida over de Golf van Mexico.
Op 11 oktober bereikte Marco zijn hoogtepunt met windsnelheden van 93 km/uur en een minimale druk van 989 mbar. Daarna verzwakte Marco en degradeerde tot tropische depressie vlak voor zijn landing in Cedar Key op 12 oktober in het noordwesten van Florida. Na landing verloor Marco zijn tropische kenmerken en loste op 13 oktober op boven Georgia. Hoewel Marco een tropische depressie was bij landing, gold Marco als een tropische storm, die de Verenigde Staten aandeed, omdat zijn circulatie met tropische stormwinden zich steeds boven land bewoog. Marco eiste zeven mensenlevens als gevolg van overstromingen en hoge golven. De schade die Marco aanrichtte bedroeg $57 miljoen. Na Martha in 1969 was dit de tweede keer dat de naam met de letter M werd gebruikt. Vanaf 1995 zou dit bijna elk seizoen gebeuren.

### Orkaan Nana
Op 7 oktober vertrok een krachtige tropische onweersstoring van de Afrikaanse kust westwaarts. De omstandigheden voor ontwikkeling waren ongunstig, aangezien er al een westelijke stroming in de hogere lagen was ontstaan. Toch wist de tropische onweersstoring zich te handhaven met diepe – zij het ongeorganiseerde – convectie. Op 13 oktober bereikte de storing de Bovenwindse Eilanden, waar zij in tweeën brak: het zuidelijk deel vervolgde westwaarts, de Caraïbische Zee in en het noordelijk deel dreef noordwaarts, waardoor dat gebied uit de schering vandaan kwam en zich kon ontwikkelen. Op 16 oktober ontstond uit dit systeem tropische depressie 16 op 450 km ten noordoosten van Puerto Rico. Tropische depressie 16 trok aanvankelijk naar het westen en promoveerde dezelfde dag tot tropische storm Nana. Daarna volgde een snelle toename aan kracht, terwijl Nana naar het noordnoordwesten draaide; op 17 oktober promoveerde Nana tot orkaan. Daarmee werd zij een bedreiging voor Bermuda. Nana bereikte op 19 haar hoogtepunt met windsnelheden van 140 km/uur en een minimale druk van 989 mbar, voordat een nieuw ontstane westelijke straalstroom haar mee voerde weg van Bermuda en haar bovendien ernstig verzwakte. Op 20 oktober degradeerde Nana tot tropische storm en een dag later tot tropische depressie, die op 21 oktober oploste boven de Atlantische Oceaan. Met Nana was het seizoen 1990 het actiefste sinds 1969. Het was bovendien de eerste keer dat de letter N werd gebruikt. Tot en met 2005 is dit 8 keer geschied.

## Namen
De lijst met namen voor 1990 was dezelfde als die van 1984. De lijst werd opnieuw gebruikt in 1996, met uitzondering van Diana en Klaus, die werden geschrapt en vervangen werden door Dolly en Kyle. De namen Marco en Nana werden voor het eerst gebruikt.
| - Arthur - Bertha - Cesar - Diana - Edouard - Fran - Gustav | - Hortense - Isidore - Josephine - Klaus - Lili - Marco - Nana | - Omar (niet gebruikt) - Paloma (niet gebruikt) - Rene (niet gebruikt) - Sally (niet gebruikt) - Teddy (niet gebruikt) - Vicky (niet gebruikt) - Wilfred (niet gebruikt) |